# 赵复兴
赵复兴（1914年—2010年），男，湖北沔阳人，中华人民共和国军事人物，中国人民解放军少将，曾任湖北省军区司令员，武汉军区副参谋长。